# Brdce (Chorwacja)
Brdce – wieś w Chorwacji, w żupanii primorsko-gorskiej, w gminie Matulji. W 2011 roku liczyła 67 mieszkańców.